# Scopula contiguata
Scopula contiguata là một loài bướm đêm trong họ Geometridae.